# Tesouro (tiểu vùng)
Tesouro là một tiểu vùng thuộc bang Mato Grosso, Brasil. Tiều vùng này có diện tích 27173 km², dân số năm 2007 là 54142 người.